# Línea B del Metro de Roma
La línea B del metro de Roma es una de las tres líneas de metro que prestan servicio en Roma. Cruza la ciudad de sur a noreste y cuenta con 26 estaciones en un tendido de 18,42 km. Desde 2012 cuenta con una expansión, llamada B1, que se extiende hacia el norte. Se representa en color azul.

## Historia

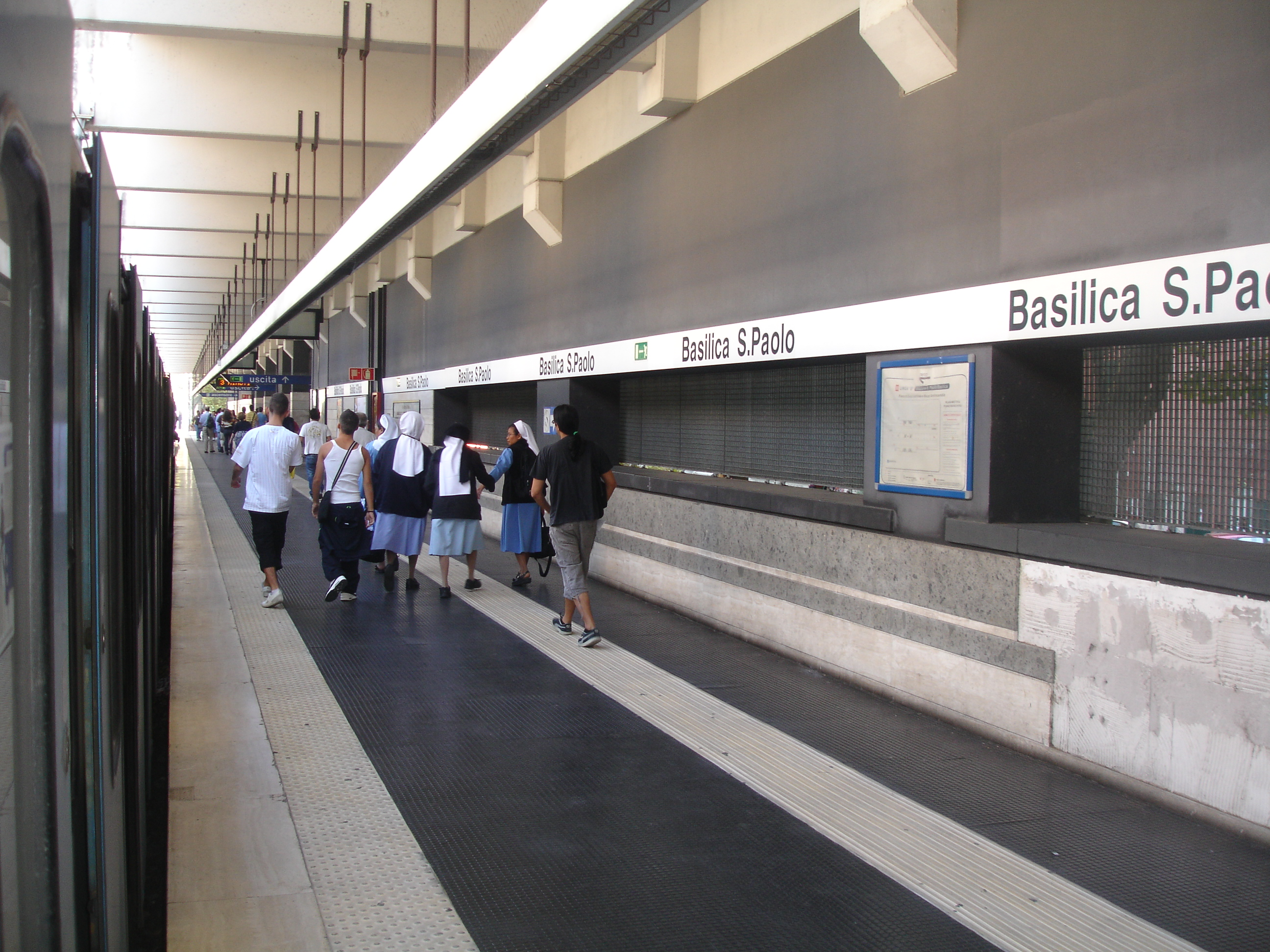
Estación Basílica San Paolo.

La línea se ideó para la Exposición Universal de 1942 que debía celebrarse en Roma, de donde tomaba su nombre original, Ferrovia dell'E42. Sin embargo, la entrada de Italia en la Segunda Guerra Mundial postergó el proyecto y los túneles que se habían perforado entre Termini y la estación Piramide sirvieron de refugio antiaéreo. Los trabajos se retomaron en 1948.
La línea B fue la primera de la red en entrar en funcionamiento. Iba desde Termini hasta Laurentina, al sur, y fue inaugurada el 9 de febrero de 1955. El 19 de febrero de 1980 se puso en funciones la línea A y el tramo Termini-Laurentina pasó a denominarse línea B. En 1990 se activó una nueva sección, hasta la estación Rebibbia, actualmente cabecera al norte de la línea, y se añadieron estaciones intermedias en el sector sur.
El 13 de junio de 2012 se amplió la línea con la extensión B1, que comienza en Bologna y en principio contaba con tres nuevas estaciones (Sant'Agnese/Annibaliano, Libia y Conca d'Oro), a la que se añadió Jonio el 21 de abril de 2015 como cabecera norte. La traza concluida de la línea B1 entre Bologna y Jonio añadió 5 km de vías y tuvo un costo de 733 millones de euros.

## Operación
La línea realiza 308 viajes diarios en cada dirección, con una frecuencia de un tren cada tres a seis minutos en horas pico y nueve minutos en los momentos de menor afluencia de pasajeros. Diariamente transporta unos 345 mil pasajeros.
Funciona de lunes a domingo desde las 5:30 hasta las 23:30 (horarios desde las cabeceras, Rebibbia y Jonio), mientras que viernes y sábado el último servicio parte a la 1:30.

## Estaciones

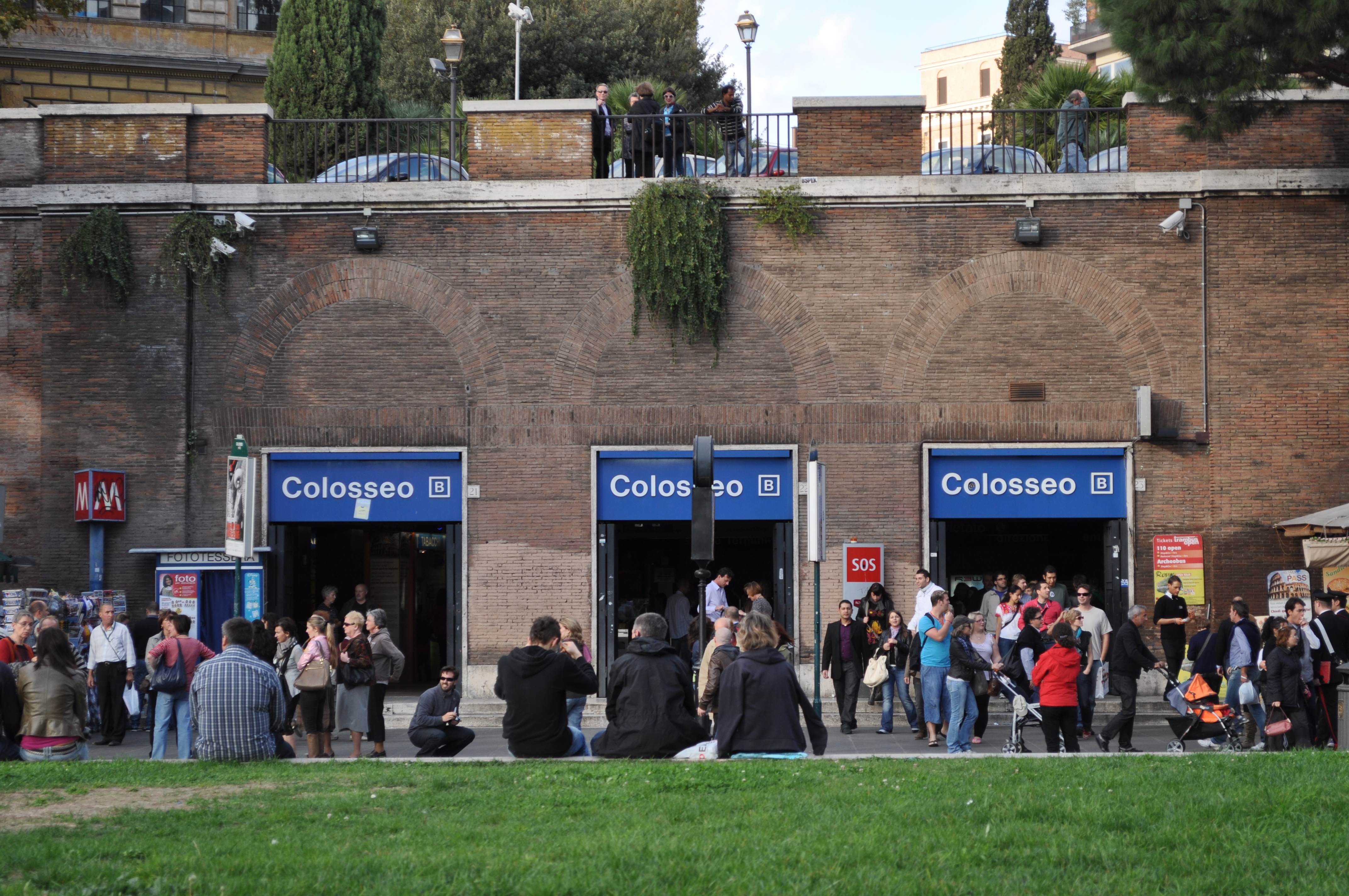
Estación Colosseo.

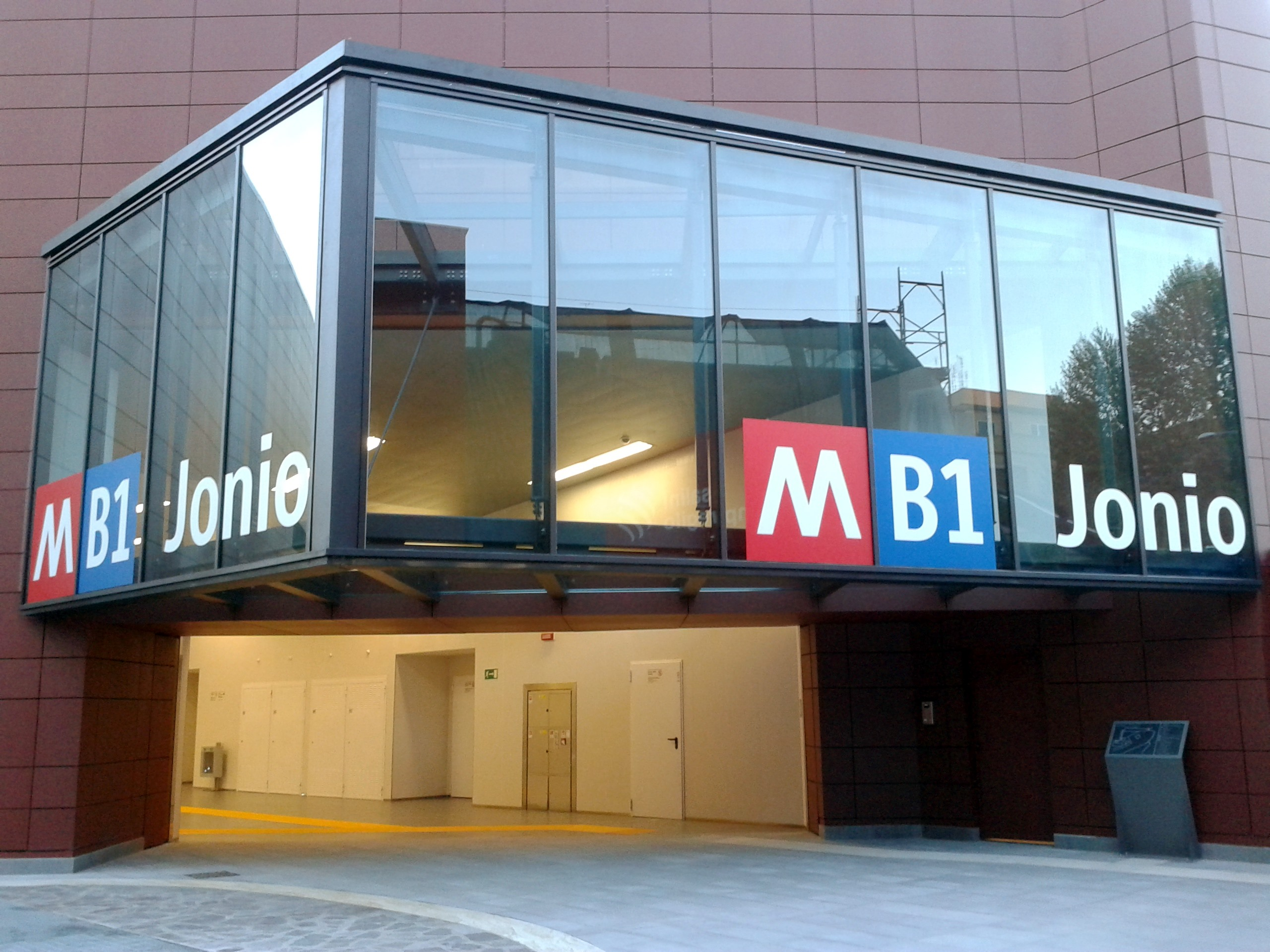
Acceso a la estación Jonio, de la línea B1.

La línea B cuenta con 22 estaciones y una extensión de cuatro estaciones en la línea B1. Tiene una sola correspondencia con la red de metro, en la estación Termini (línea A). También permite el intercambio con dos líneas suburbanas operadas por ATAC (Roma-Giardinetti —que antes llegaba hasta Pantano— en estación Termini y Roma-Lido en las estaciones Basílica San Paolo y EUR Magliana), con los trenes de Trenitalia (las líneas FL) que conectan con distintas ciudades de la región Lacio (FL1, FL2 y FL3 en Tiburtina, FL4, FL5, FL6, FL7 y FL8 en Termini, y FL1, FL3 y FL5 en Piramide) y con el tren Leonardo Express que circula sin paradas intermedias desde la estación de trenes Roma-Termini hasta el Aeropuerto de Roma-Fiumicino.
| LÍNEA B                     |                 |
| Estación                    | Correspondencia |
| Laurentina (cabecera sur)   |                 |
| EUR Fermi                   |                 |
| EUR Palasport               |                 |
| EUR Magliana                |                 |
| Marconi                     |                 |
| Basilica San Paolo          |                 |
| Garbatella                  |                 |
| Piramide                    |                 |
| Circo Massimo               |                 |
| Colosseo                    |                 |
| Cavour                      |                 |
| Termini                     |                 |
| Castro Pretorio             |                 |
| Policlinico                 |                 |
| Bologna                     |                 |
| Tiburtina                   |                 |
| Quintiliani                 |                 |
| Monti Tiburtini             |                 |
| Pietralata                  |                 |
| Santa Maria del Soccorso    |                 |
| Ponte Mammolo               |                 |
| Rebibbia (cabecera noreste) |                 |

| LÍNEA B1                |                 |
| Estación                | Correspondencia |
| Bologna                 |                 |
| Sant'Agnese/Annibaliano |                 |
| Libia                   |                 |
| Conca d'Oro             |                 |
| Jonio (cabecera norte)  |                 |

## Proyectos de expansión
La línea B continuaría al noreste más allá de su actual cabecera, Rebibbia, de ponerse en marcha el proyecto que incluye dos nuevas estaciones (San basilio y Torraccia - Casal Monastero) en un tramo de 2,8 km, con una previsión de trabajo de cuatro años. Al mismo tiempo, un proyecto propone extender la línea B1 hacia el norte con otras tres estaciones subterráneas (Vigne Nuove, Mosca y Bufalotta) en 3.850 metros de vías, con obras que demandarían cinco años de trabajo.